# Banisia myrtaea
Banisia myrtaea är en fjärilsart som beskrevs av Dru Drury 1773. Banisia myrtaea ingår i släktet Banisia och familjen Thyrididae. Inga underarter finns listade i Catalogue of Life.